# Zachary Stevens
Zachary Stevens (ou Zak Stevens) est un chanteur de metal américain né le 5 mars 1966. Il est surtout pour connu en tant que chanteur du groupe Savatage. Il est également chanteur du groupe Circle II Circle.

## Discographie
- 1993 : Edge of Thorns avec Savatage
- 1994 : Handful of Rain avec Savatage
- 1995 : Dead Winter Dead avec Savatage
- 1995 : Japan Live '94 avec Savatage
- 1996 : Christmas Eve and Other Stories avec Trans-Siberian Orchestra
- 1998 : The Wake of Magellan avec Savatage
- 1998 : The Christmas Attic avec Trans-Siberian Orchestra
- 2000 : Beethoven's Last Night avec Trans-Siberian Orchestra
- 2003 : Watching in Silence avec Circle II Circle
- 2004 : The Lost Christmas Eve avec Trans-Siberian Orchestra
- 2005 : The Middle of Nowhere avec Circle II Circle
- 2006 : Burden of Truth avec Circle II Circle
- 2008 : Delusions of Grandeur avec Circle II Circle
- 2009 : Night Castle (2009) avec Trans-Siberian Orchestra
- 2009 : Machines of Grace avec Machines of Grace
- 2010 : Consequence of Power avec Circle II Circle
- 2010 : Reborn in Fire avec Empires of Eden
- 2013 : Seasons Will Fall avec Circle II Circle